# LiBerté
LiBerté è il sedicesimo album in studio della cantante italiana Loredana Bertè, pubblicato il 28 settembre 2018.

## Descrizione
Anticipato il 21 settembre dai singoli Maledetto luna-park e Babilonia (brano originariamente scartato dal Festival di Sanremo 2018), l'album rappresenta il primo dai tempi di Babybertè (2005) a contenere esclusivamente inediti. La produzione del disco è affidata a Luca Chiaravalli, mentre tra gli autori dei brani, oltre alla stessa Bertè, figurano i nomi di Ivano Fossati, Maurizio Piccoli, Fabio Ilacqua e Gerardo Pulli. Nella lista tracce dell'album appare inoltre il brano Non ti dico no, inciso in collaborazione con i Boomdabash e pubblicato nel loro album Barracuda.
In varie interviste la stessa Loredana ha dichiarato che il titolo dell'album rappresenta un manifesto della sua vita: vissuta in assoluta libertà e senza rimpianti.
Per la copertina è stato scelto uno scatto del fotografo italiano Giovanni Squatriti in cui la Bertè è ritratta mentre indossa una camicia di forza da cui si libera con fierezza, enfatizzando il concetto creativo legato al titolo. Infatti l'artista ha citato l'immagine come un "Ricordo di una disavventura psichiatrica di qualche anno fa". Una serie di immagini inedite di Squatriti sono presenti anche nel libretto interno al disco, che diventa interattivo grazie alla "realtà aumentata": attraverso un'app che si scarica gratuitamente, inquadrando con lo smartphone alcuni punti del nuovo album si attiveranno video e contenuti speciali firmati dalla stessa artista.

### Contenuto
Nell'Intro e nell'Outro dell'album sono presenti dei cori amatoriali di bambini e sono stati così spiegati dalla stessa Loredana Bertè in un'intervista rilasciata nei giorni di uscita dell'album:

### Riedizione
In occasione della partecipazione della cantante al Festival di Sanremo 2019, l'album viene ripubblicato l'8 febbraio 2019 in una nuova versione contiene il brano sanremese Cosa ti aspetti da me, scritto da Gaetano Curreri, Gerardo Pulli e Piero Romitelli, e due medley eseguiti dal vivo durante il tour dell'anno precedente; Cosa ti aspetti da me è stato pubblicato anche in formato 7" in tiratura limitata.

## Tracce
1. Intro – 0:17
2. LiBerté – 3:12 (testo: Fabio Ilacqua e Loredana Bertè – musica: Fabio Ilacqua)
3. Maledetto luna-park – 3:10 (testo: Andrea Bonomo e Loredana Bertè – musica: Davide Simonetta, Luca Chiaravalli e Andrea Bonomo)
4. Babilonia – 3:18 (testo: Fabio Ilacqua e Loredana Bertè – musica: Fabio Ilacqua e Luca Chiaravalli)
5. Una donna come me – 3:53 (Gaetano Curreri, Gerardo Pulli, Piero Romitelli)
6. Messaggio dalla luna – 3:37 (Ivano Fossati)
7. Anima carbone – 3:33 (testo: Fabio Ilacqua e Loredana Bertè – musica: Fabio Ilacqua)
8. Tutti in paradiso – 3:13 (testo: Fabio Ilacqua e Loredana Bertè – musica: Fabio Ilacqua e Massimiliano Pratesi)
9. Davvero – 3:20 (Paolo Simoni)
10. Gira ancora – 3:01 (testo: Maurizio Piccoli e Loredana Bertè – musica: Maurizio Piccoli)
11. Non ti dico no (con i Boomdabash) – 3:10
12. Outro – 0:50

Tracce bonus della Sanremo Edition
1. Cosa ti aspetti da me – 3:44
2. Petala/Esquinas/Jazz (Live) – 5:47
3. Stare fuori/Madre metropoli/Indocina (Live) – 6:50

## Formazione
- Loredana Bertè – voce
- Luca Chiaravalli – produzione

## Classifiche
| Classifica (2018) | Posizione massima |
| ----------------- | ----------------- |
| Italia            | 4                 |
| Italia (vinili)   | 1                 |